# Stretto di Senjavin
Lo stretto di Senjavin (in russo Пролив Сенявина) è un braccio di mare presso la penisola dei Čukči, in Russia. Si affaccia sul mare di Bering e appartiene al Providenskij rajon, nel Circondario autonomo della Čukotka (Circondario federale dell'Estremo Oriente). Fu così chiamato da Fëdor Petrovič Litke in onore dell'ammiraglio Dmitrij Nikolaevič Senjavin.

## Geografia
Lo stretto, che si trova nella parte sud-est della penisola dei Čukči, è compreso tra la terraferma e le isole Arakamčečen e Yttygran che lo delimitato a sud-est. Le coste sono frastagliate e comprendono baie minori. A ovest si apre la baia Penkegnej (бухта Пенкегней), circondata da alti e ripidi rilievi, al cui ingresso si trovano due piccole isole Merkinkan (Меркинкан) e Ačinkinkan (Ачинкинкан); a sud-ovest c'è la baia Aboleševa (губа Аболешева); nella parte meridionale c'è l'isolotto Kėnkaj (Кэнкай), 64°40′24″N 172°43′38″W. Due stretti a sud-est mettono in comunicazione il golfo di Senjavin con il mare di Bering: lo stretto Jyėrgyn (пролив Йыэргын), tra le isole Arakamčečen e Yttygran, e lo stretto Čečekujym (пролив Чечекуйым), tra Yttygran e la terraferma. Lo stretto è lungo circa 60 km, largo dai 1,7 ai 9 km, e ha una profondità massima di 90 m (nella baia Pėnkigngėj).
Nella parte settentrionale dello stretto, alla foce del fiume Morič' si trova il villaggio di Janrakynnot (Янракыннот).

### Fauna
Nello stretto c'è un'alta concentrazione di uccelli marini, e quelli migranti intercontinentali l'hanno scelto come luogo di sosta. Vi sono beluga, orche, balene grigie, trichechi del Pacifico (O. r. divergens) e balene della Groenlandia. Le acque dello stretto sono per gli Inuit luogo tradizionale di caccia a trichechi e beluga.

## Clima
La temperatura media annuale è di -4,9 °C, la temperatura minima ha toccato i -42 °C, e la massima +21 °C. Il periodo di gelo dura 68 giorni. Spesso si verificano dei temporali estivi e sono frequenti le nebbie. Le precipitazioni annuali sono di 530 mm. In inverno sono frequenti le bufere di neve, la copertura nevosa dura 248 giorni l'anno. Le acque dello stretto sono caratterizzate dalla presenza di polinie, il disgelo avviene in giugno, ma la completa liberazione dal ghiaccio può arrivare fino all'inizio di luglio.